# Nola artata
Nola artata är en fjärilsart som beskrevs av William Schaus 1912. Nola artata ingår i släktet Nola och familjen trågspinnare. Inga underarter finns listade i Catalogue of Life.